# معرض العالم المعزز
معرض العالم المعزز هو أكبر مؤتمر ومعرض للمشاركين في الواقع المعزز والواقع الافتراضي والتكنولوجيا القابلة للارتداء، يتم تنظيمه من قبل منظمة غير هادفة للربح تسمي منظمة الواقع المعزز بهدف «تطوير الواقع المعزز من أجل تقدم الإنسانية»، وتقوم المنظمة بعمل فعاليات في الولايات المتحدة الأمريكية، ,أوروبا وآسيا، بمشاركة العديد من الشركات التقنية مثل : جوجل أو إنتل وكثير من المتحدثين المعنيين في هذا المجال.